# Falso Retrato (U-hu)
Falso Retrato (U-hu) é um single da banda brasileira Móveis Coloniais de Acaju.

## História
Faz parte do álbum C mpl te de 2009. A música foi a primeira lançada, junto com "Sem Palavras" e "O Tempo", para compor o álbum.